# Cal Bo
Cal Bo és un edifici de Calafell (Baix Penedès) protegit com a bé cultural d'interès local.

## Descripció
Es tracta d'un edifici de planta trapezoïdal amb tres plantes i dues façanes coronades amb una cornisa motllurada. La façana principal és la del costat sud-oest. Les obertures estan repartides d'una manera simètrica. A la planta baixa hi ha la porta d'accés modificada posteriorment i una finestra amb reixa ornamentada. Al primer pis hi ha dos balcons, amb llosana de pedra amb motllura i baranes de ferro. Sota la llosana del costat esquerre, damunt la porta hi ha una cartel·la amb la data 1876.
Al segon pis hi ha dos balcons més d'iguals característiques. A la planta baixa de la façana lateral hi ha tres finestres amb reixes. A la meitat esquerra del primer i el segon pis hi ha un balcó, amb llosana de pedra i barana, iguals als de la façana principal, i una finestra a la dreta. Sota la cornisa hi ha una successió d'oculs el·líptics. Entre ambdues façanes hi ha un xamfrà. Les façanes estan arrebossades i pintades parcialment de color blanc.
El sistema constructiu és de tipus tradicional a base de murs de càrrega i sostres unidireccionals probablement de bigues de fusta. Els murs són de maçoneria unida amb morter de calç i tàpia. Les obertures de la façana són fetes de maó.